# Kinga (słonica)

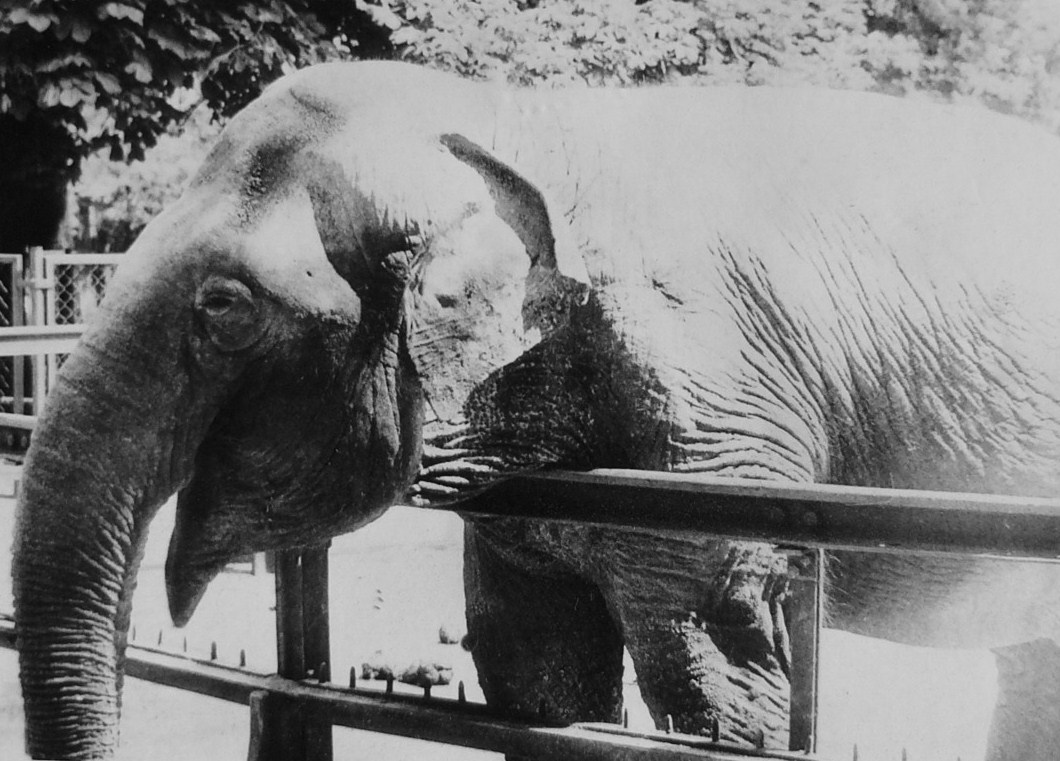
Kinga około 1990

Kinga (ur. 1952 w północnych Indochinach, zm. 8 października 2003 w Poznaniu) – nieżyjąca słonica indyjska (Elephas maximus) należąca do kolekcji zwierząt Starego Zoo w Poznaniu.
Słonica, urodzona na Półwyspie Indochińskim, przyjechała do Starego Zoo w Poznaniu (wówczas jedynego ogrodu w mieście) 8 września 1955. Miała wtedy 3,5 roku i ważyła 740 kg. Była siódmym słoniem indyjskim, który zamieszkał w poznańskim ogrodzie zoologicznym (wcześniej słoniarnię zamieszkiwały dwa osły). Imię nadano jej w wyniku konkursu rozpisanego przez „Gazetę Poznańską” (nadeszło 250 tysięcy listów z propozycjami w tym zakresie). Według przypuszczeń Adama Taborskiego, dyrektora poznańskiego zoo w latach 1968–1982, osoby zgłaszające imię, które ostatecznie zostało nadane słonicy, mogły być zainspirowane postacią słonia Kinga z powieści W pustyni i w puszczy Henryka Sienkiewicza.
Słonicę po raz pierwszy zademonstrowano publiczności 12 września 1955. Do zoo przybyło tego dnia 15 000 osób. Od tamtego czasu stała się ulubionym zwierzęciem zwiedzających ogród, często fotografowanym. Była skłonna do psot i miała kapryśne usposobienie. Zmarła 8 października 2003, około godz. 13, wkrótce po hucznie obchodzonych 50. urodzinach. Przyczyną były zaburzenia krążenia. Czaszka i jedna z przednich nóg stały się eksponatami do nauki anatomii, a reszta ciała została spalona.